# Olessja Alexandrowna Tschumakowa
Olessja Alexandrowna Tschumakowa (russisch Олеся Александровна Чумакова, engl. Transkription Olesya Chumakova; * 23. Juli 1981 in Schelesnogorsk, RSFSR, Sowjetunion) ist eine ehemalige russische Mittelstreckenläuferin, die sich auf die 1500-Meter-Distanz spezialisiert hat.

## Sportliche Laufbahn
Erste internationale Erfahrungen sammelte Olessja Tschumakowa im Jahr 2003, als sie bei den U23-Europameisterschaften in Bydgoszcz in 4:11,75 min die Goldmedaille im 1500-Meter-Lauf gewann. 2007 gewann sie bei den Halleneuropameisterschaften in Birmingham in 4:06,48 min die Bronzemedaille hinter der Polin Lidia Chojecka und ihrer Landsfrau Natalja Pantelejewa. Zudem siegte sie im August in 4:09,32 min bei der Sommer-Universiade in Bangkok. 2014 beendete sie dann ihre aktive sportliche Karriere im Alter von 33 Jahren.
2007 wurde Tschumakowa russische Hallenmeisterin im 1500-Meter-Lauf sowie in der 4-mal-800-Meter-Staffel.

## Persönliche Bestleistungen
- 800 Meter: 2:00,37 min, 3. August 2007 in Tula
  - 800 Meter (Halle): 2:01,93 min, 22. Februar 2004 in Moskau
- 1500 Meter: 4:02,55 min, 28. August 2005 in Rieti
  - 1500 Meter (Halle): 4:04,39 min, 18. Februar 2006 in Moskau
- Meile: 4:21,29 min, 29. Juni 2007 in Moskau